# Upper Seattle
Upper Seattle (engelska, Övre Seattle) är en fiktiv plats i spelet Deus Ex: Invisible War.
Efter Den Stora Kollapsen byggde de styrande i Seattle gigantiska pelare, som skulle hålla upp en plattform där ytterligare en stad skulle byggas. Den övre delen var en plats där stora affärer, viktiga, rika och mäktiga människor höll till - och den fick namnet Övre Seattle.
Det gamla Seattle finns även kvar, och går under namnet Lägre Seattle - eller "Lower Seattle" på engelska. Detta är numera ett gigantiskt slumområde med hög arbetslöshet, fattigdom och kriminalitet. 
De både delarna är sammansatta av en stor hiss, liknande en tull, där människor kan färdas till och från den övre och undre delen.